# Hall of Fame Tennis Championships 1990
Gli Hall of Fame Tennis Championships 1990 sono stati un torneo di tennis giocato sull'erba. È stata la 15ª edizione dell'Hall of Fame Tennis Championships, che fa parte della categoria World Series nell'ambito dell'ATP Tour 1990 e della categoria Tier III nell'ambito del WTA Tour 1990. Il torneo maschile si è giocato all'International Tennis Hall of Fame di Newport negli Stati Uniti, dal 9 al 15 luglio 1990, quello femminile dal 16 al 22 luglio 1990.

## Campioni

### Singolare maschile
Pieter Aldrich ha battuto in finale  Darren Cahill con il punteggio di 7–6(10), 1–6, 6–1.

### Singolare femminile
Arantxa Sánchez Vicario ha battuto in finale  Jo Durie con il punteggio di 7–6(2), 4–6, 7–5.

### Doppio maschile
Darren Cahill /  Mark Kratzmann hanno battuto in finale  Todd Nelson /  Bryan Shelton con il punteggio di 7–6, 6–2

### Doppio femminile
Lise Gregory /  Gretchen Rush hanno battuto in finale  Patty Fendick /  Anne Smith con il punteggio di 7–6, 6–1